# Centro de arte Lionel Wendt
El Centro de arte Lionel Wendt es un centro importante de arte y teatro en Colombo, Sri Lanka, dedicado a la memoria del fotógrafo y artista local Lionel Wendt. Combina teatro y exposiciones de arte, con dos salas de exposiciones y un teatro con más de 600 plazas.
Las primeras exposiciones de arte se llevaron a cabo en la casa de Wendt. Después de la muerte de Wendt, su hermano Harry Wendt decidió abrir el Centro en memoria de su hermano, pero él sobrevivió a su hermano tan solo un año. La obra fue terminada por su amigo común, Harold Peiris, de quien toma su nombre una de las galerías del Centro.
Una parte del de teatro del centro se inauguró el 12 de diciembre de 1953 con la producción de Maxim Gorki "Los bajos fondos".